# Helene Thomas Bennett
Helene Thomas Bennett   (Raton, 5 de juliol de 1901 - Raton, 27 d'abril de 1988), també coneguda com Helene Thomas Wendel, va ser una bacteriòloga i empresària estatunidenca que treballà a Arizona. L'any 1926 va obrir el Laboratori Clínic Yuma, a Yuma (Arizona), que més endavant es va convertir en el segon laboratori més gran d'aquest tipus a Arizona. Va estudiar a la Baker University i a l'Agricultural and Mechanical College de Las Cruces, Nou Mèxic. Després va entrar a la University of Kansas on es va graduar amb el títol de llicenciada en Arts, l'any 1922. El 1924 va rebre també un màster d'aquesta mateixa institució.